# Joseph H. Bottum
Pour les articles homonymes, voir Joseph Bottum.
Joseph Henry Bottum (né le 7 août 1903 à Faulkton au Dakota du Sud et décédé le 4 juillet 1984 à Rapid City également au Dakota du Sud) est un homme politique américain. Il est le 27e lieutenant-gouverneur du Dakota du Sud et a servi au Sénat comme représentant de cet état.

## Jeunesse
Bottum est né à Faulkton et fait son éducation dans le système publique. Son grand-père paternel, Henry C. Bottum, fut membre de l'assemblée du Wisconsin. Son grand-père maternel, quant à lui, a siégé au Sénat du Dakota du Sud tout comme son père Joseph H. Bottum Sr.. Il fait ses études supérieures au Collège de Yankton puis à l'université du Dakota du Sud où il gradue en droit en 1927. Cette même année, il est admis au barreau et commence à pratiquer le droit à St. Paul au Minnesota.

## Carrière
Entre 1932 et 1936, il est procureur à Faulkton. Il devient directeur de la taxation de l'état en 1937. Il garde ce poste jusqu'en 1943. En 1942, Bottum tente sa chance dans la primaire républicaine pour être gouverneur de l'état. En 1950, il tente cette fois d'être le nommé républicain pour la chambre des représentants fédérale. Il est défait durant la primaire à chaque fois.
Entre 1961 et 1962, il est le 27e lieutenant-gouverneur de l'histoire du Dakota du Sud. À la suite de la mort du sénateur fédéral Francis H. Case, il est désigné par Archie M. Gubbrud, le gouverneur, pour prendre sa place à Washington. Quelques mois plus tard, il est défait par George McGovern lors d'une élection serrée. Il quitte le Sénat le 3 janvier 1963.

## Service judiciaire
Son père, Joseph H. Bottum Sr., fut juge à Faulkton dans le cinquième circuit entre 1911 et 1942. Bottum suit cet exemple et est juge entre 1965 et 1980 comme juge de circuit pour le Dakota du Sud. Il est, entre autres, le juge lors du cas opposant Russell Means au procureur Bill Janklow.

## Mort
Bottum est résident de Rapid City jusqu'à sa mort. Il est mis en terre au cimetière Pine Lawn de cette ville.